# Грдан (војвода)
Грдан (око 1570 — 1612) је био војвода херцеговачког племена Никшићи. Подигао је устанак племена (Дробњака, Пивљана, Риђана и Никшића) против османске власти, 1597. године (Грданов устанак). Велику улогу у организацији борбе имао је и пећки патријарх Јован (1592-1614) који је са Грданом послао изасланике у Рим, ради тражења војне помоћи од папе Климента VIII. Послије пораза устаничких снага на Гатачком пољу, долази до привременог измирења војводе Грдана (и његових присталица) са османским властима (које је представљао Ахмет-паша Кадум). Војвода Грдан и патријарх Јован су наставили контакте и са наследником Климента VIII, папом Павлом V (1605—1621) у циљу стварања хришћанске лиге против Османлија. Устаници су узалудно тражили помоћ од Аустрије и шпанског Напуља. Године 1608. у марту, након скупа у манастиру Косијерево, Грдан и херцеговачки главари упућују писмо и војводи Карлу Емануелу I Савојском, у знак подршке његовим ослободилачким плановима. Са скупа у манастиру Морачи, априла 1608. старохерцеговачки главари упућују писмо папи Павлу Петом, да утиче на шпанску одлуку о помоћи. На новом скупу у манастиру Морачи, 13. децембра 1608. године, главари (јужне херцеговине, Брда, Старе Црне Горе, Задриме и Метохије) проглашавају савојског војводу за свог јединог земаљског краља и господина. Међутим, шпански двор (због других планова на западу и пријетње од млетачке и османске флоте) одустао је од покретања крсташког рата на Балкану. Војвода Грдан је умро 1612. године, а као никшићког војводу га насљеђује његов син Јован. Грданов синовац, Петар Николин, касније ће од Османлија добити берат, као ћехаја и кнез села никшићке нахије.